# Gillian Coultard
Gillian Coultard (Thorne, 22 luglio 1963) è un'ex calciatrice inglese, di ruolo centrocampista. Ha giocato per la maggior parte della sua carriera nel Doncaster Belles, vincendo 2 campionati inglesi e 5 FA Women's Cup. Ha collezionato 119 presenze e realizzato 30 reti con la maglia della nazionale inglese, diventando la prima calciatrice inglese a raggiungere le 100 presenze in nazionale.
Il 31 dicembre 2020 è stata insignita dell'onorificenza di Membro dell'Ordine dell'Impero Britannico. Nel 2006 è stata inserita nella Hall of Fame del calcio inglese.

## Carriera

### Club
Coultard iniziò a giocare a calcio da bambina e all'età di 13 anni venne indirizzata da un suo professore al Doncaster Belles, una delle principale squadre femminili inglesi dell'epoca. Tra il 1982 e il 1986 giocò al Rowntrees Ladies, per poi tornare al Doncaster Belles, dove rimase fino a fine carriera.
Col Doncaster Belles ha vinto due campionati inglesi, ossia la prima e la terza edizione del campionato nazionale organizzato dalla FA, e cinque FA Women's Cup, vestendo a lungo la fascia di capitano della squadra e collezionando più di 300 presenze. Si ritirò dal calcio giocato al termine della stagione 2000-01, che il Doncaster Belles concluse al secondo posto alle spalle dell'Arsenal.
Nella stagione 2008-09 allenò l'Hartlepool United Ladies.

#### Nazionale
Coultard fece il suo debutto nella nazionale dell'Inghilterra, quasi diciottenne, il 3 maggio 1981 in una partita amichevole contro l'Irlanda. Nel 1984 venne inclusa nella squadra che prese parte alla fase finale della prima edizione del campionato europeo, dove le inglesi vennero sconfitte nella doppia finale dalla Svezia dopo i tiri di rigore. Con la nazionale inglese partecipò anche alle fasi finali del campionato europeo nel 1987 e nel 1995, così come alla fase finale del campionato mondiale 1995. In quest'ultima manifestazione realizzò una doppietta nella vittoria inglese contro il Canada nella fase a gruppi, che furono anche le prime reti realizzate dall'Inghilterra nella fase finale del campionato mondiale.
Coultard ha vestito la fascia di capitano della nazionale inglese nel triennio 1991-1994 e dal 1997 fino all'ultima partita disputata. Raggiunse il traguardo delle 100 presenze in nazionale, prima calciatrice inglese a riuscirci, il 13 agosto 1997 giocando la partita amichevole contro la Scozia. Prima di lei, solo quattro calciatori – Bobby Charlton, Billy Wright, Bobby Moore e Peter Shilton – avevano raggiunto le cento presenze con la nazionale inglese, sia maschile che femminile.
Nell'ottobre 2000 annunciò il suo ritiro dalla nazionale inglese, con la quale aveva collezionato 119 presenze. Mantenne questo record per quasi dodici anni, fino a quando il 21 giugno 2012 venne eguagliata, e poi superata, da Rachel Yankey.

## Palmarès

### Club
- Campionato inglese: 2

Doncaster Belles: 1991-1992, 1993-1994
- FA Women's Cup: 5

Doncaster Belles: 1986-1987, 1987-1988, 1989-1990, 1991-1992, 1993-1994

### Individuale
- Inserita nella Hall of Fame del calcio inglese

2006